# Zachód Przemysłowy
Zachód Przemysłowy – jedna z dzielnic (jednostek strukturalnych) Włocławka. Według oficjalnego projektu Studium uwarunkowań i kierunków zagospodarowania przestrzennego z 2007 r. Zachód Przemysłowy stanowi tereny na zachód od ul. Rózinowskiej, na północy graniczy z Wisłą, na południu kończy się na Leopoldowie, na zachodzie graniczy z wsiami Mikanowo i Gąbinek.
Zachód Przemysłowy jest młodą częścią miasta, powstał z przekształcenia terenów wiejskich w strefę przemysłową w konsekwencji decyzji z 1966 r. o zlokalizowaniu tu Zakładów Azotowych Włocławek (dzisiejszy Anwil SA).
W okresie PRL Zakłady Azotowe Włocławek stanowiły bardzo duże obciążenie dla środowiska naturalnego, zwłaszcza dla bezpośredniej okolicy (nie przestrzegano wówczas norm emisji szkodliwych substancji, gdyż nie wiązały się z tym wówczas żadne dotkliwe konsekwencje), obecnie jednak skażenie środowiska powodowane przez Anwil SA jest minimalne.
Obok Anwilu, na osiedlu Kawka, przy ulicy Wiklinowej, kosztem blisko 33 milionów złotych, powstała Włocławska Strefa Rozwoju Gospodarczego – Park Przemysłowo-Technologiczny.
W strukturze Kościoła katolickiego Zachód Przemysłowy podlega parafii Chrystusa Króla (kościół w Rózinowie).
Na osiedlu Korabniki znajduje się główna siedziba Miejskiego Przedsiębiorstwa Wodociągów i Kanalizacji oraz Grupowa Oczyszczalnia Ścieków MPWiK. W 2011 roku, kosztem około 20 milionów złotych oddano tu do użytku Włocławski Inkubator Innowacji i Przedsiębiorczości. Tuż obok, przy ulicy Toruńskiej 168, powstało nowe włocławskie osiedle socjalne. W 2013 roku ukończono budowę dwóch bloków, w późniejszym okresie powstaną jeszcze dodatkowe trzy, łącznie przewidziano oddanie 200 mieszkań.
Na skraju osiedla Leopoldowo, przy ul. Zakręt, od wielu lat funkcjonuje „stare” miejskie osiedle socjalne. W grudniu 2008 r. ukończono tu budowę kolejnego wielorodzinnego budynku socjalnego. Ulica Zakręt ma bardzo złą reputację, wiele osób otrzymujących bezpłatny przydział na mieszkanie „przy Zakręcie” odmawia przyjęcia przydziału.